# Гаи-Шевченковские
Гаи-Шевченковские (укр. Гаї-Шевченківські) — село в Байковецкой сельской общине Тернопольского района Тернопольской области Украины.
Население по переписи 2001 года составляло 724 человека. Почтовый индекс — 47710. Телефонный код — 352.